# Systematik der Libellen

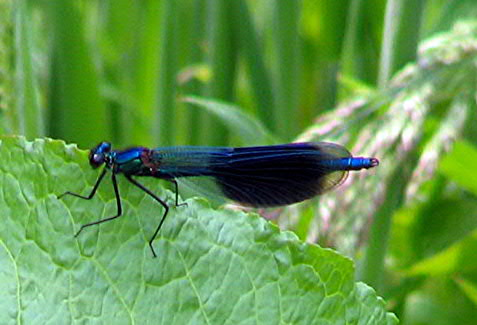
Gebänderte Prachtlibelle (Calopteryx splendens)

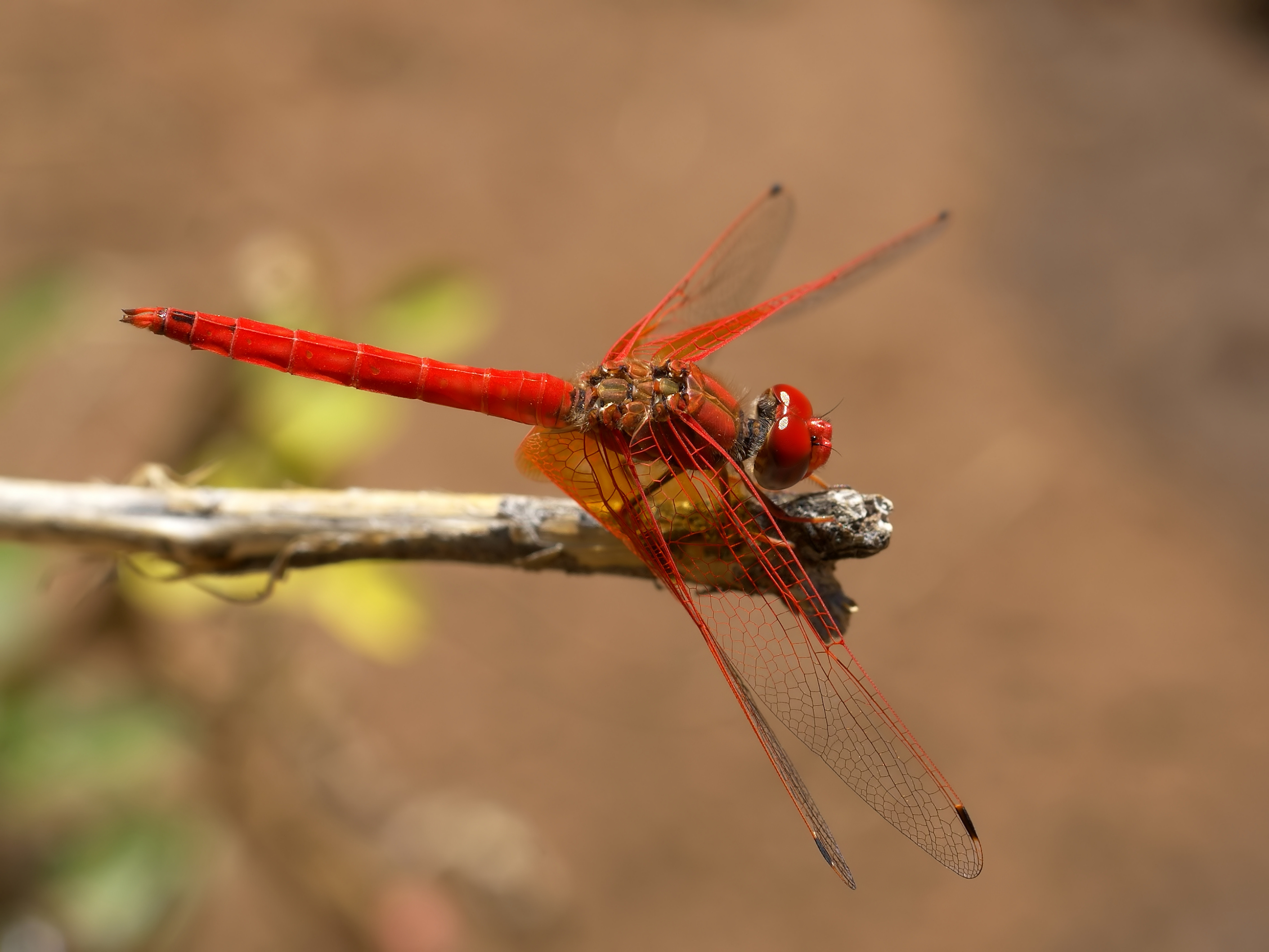
Gefleckter Sonnenzeiger (Trithemis kirbyi)

Die folgende Systematik der Libellen zeigt die Libellenarten Europas (ohne Unterarten) sowie aller weltweit vorkommenden Familien eingeordnet in das System der Libellen (Odonata). Unvollständig ist die Liste möglicherweise noch bei Arten, die Europa im äußersten Osten und Südosten erreichen – auch abhängig davon, welcher Verlauf der Innereurasischen Grenze zwischen Kaspischem und Schwarzem Meer angenommen wird. So fehlen in der vorgelegten Liste einige Arten, die auf der Nordseite des Kaukasus vorkommen. Umstritten dürften auch der Artrang und die Gattungszugehörigkeit einiger Taxa sein. Bei Arten, die in weiten Teilen Europas – vor allem in Mitteleuropa – heimisch sind, wird auf einen Hinweis zur Verbreitung verzichtet; bei den übrigen Arten wird das europäische Areal genauer angegeben.
Die deutschen Namen richten sich nach den Vorschlägen von Wendler et al. (1995). Bei den wenigen dort nicht verzeichneten Arten wurden sinnvolle Neuschöpfungen vergeben. In einigen Fällen ist zudem ein älterer, ebenfalls noch gebräuchlicher deutscher Name angegeben.
Bei den Überfamilien sowie den Familien, die keine Vertreter in Europa haben, wurde auf einen deutschen Namen verzichtet. Die Unterfamilien fehlen in dieser Darstellung, sind jedoch in den jeweiligen Familienartikeln zu finden. Die systematische Reihenfolge richtet sich nach der Klassifikation von Dijkstra et al. (2013).
- Odonata – Libellen
  - Zygoptera – Kleinlibellen
    - Lestoidea
      - Hemiphlebiidae
      - Perilestidae
      - Synlestidae
      - Lestidae – Teichjungfern
        - Chalcolestes parvidens (Artobolevskii, 1929) – Östliche Weidenjungfer (pannonische Tiefebene, Balkan, Italien, Korsika)
        - Chalcolestes viridis (Vander Linden, 1825) – Gemeine Weidenjungfer, Weidenjungfer
        - Lestes barbarus (Fabricius, 1798) – Südliche Binsenjungfer
        - Lestes dryas Kirby, 1890 – Glänzende Binsenjungfer
        - Lestes macrostigma (Eversmann, 1836) – Dunkle Binsenjungfer
        - Lestes sponsa (Hansemann, 1823) – Gemeine Binsenjungfer
        - Lestes virens (Charpentier, 1825) – Kleine Binsenjungfer
        - Sympecma fusca (Vander Linden, 1820) – Gemeine Winterlibelle
        - Sympecma gobica (Förster, 1900) – Asiatische Winterlibelle (Kaspisches Meer)
        - Sympecma paedisca (Brauer, 1877) – Sibirische Winterlibelle

    - Platystictoidea
      - Platystictidae

    - Calopterygoidea
      - Amphipterygidae
      - Calopterygidae – Prachtlibellen
        - Calopteryx haemorrhoidalis (Vander Linden, 1825) – Bronzene Prachtlibelle (westl. Mittelmeergebiet)
        - Calopteryx splendens (Harris, 1780) – Gebänderte Prachtlibelle
        - Calopteryx virgo (Linnaeus, 1758) – Blauflügel-Prachtlibelle
        - Calopteryx xanthostoma (Charpentier, 1825) – Südwestliche Prachtlibelle (westl. Mittelmeergebiet)

      - Chlorocyphidae
      - Dicteriadidae
      - Euphaeidae – Orientjungfern
        - Epallage fatime (Charpentier, 1840) – Blaue Orientjungfer (SE-Europa)

      - Lestoideidae
      - Megapodagrionidae
      - Philogangidae
      - Polythoridae
      - Pseudolestidae

    - Coenagrionoidea
      - Isostictidae
      - Platycnemididae – Federlibellen
        - Platycnemis acutipennis Selys, 1841 – Rote Federlibelle (Iberien, Frankreich)
        - Platycnemis latipes Rambur, 1842 – Weiße Federlibelle (Iberien, Frankreich)
        - Platycnemis nitidula (Brullé, 1832) – Illyrische Federlibelle (SE-Europa)
        - Platycnemis pennipes (Pallas, 1771) – Blaue Federlibelle
        - Platycnemis subdilatata Selys, 1849 – Maghreb-Federlibelle (SW-Iberien)

      - Coenagrionidae – Schlanklibellen
        - Ceriagrion georgifreyi Schmidt, 1953 – Pontische Scharlachlibelle (östl. Mittelmeergebiet)
        - Ceriagrion tenellum (Villers, 1789) – Scharlachlibelle, Späte Adonislibelle
        - Coenagrion armatum (Charpentier, 1840) – Hauben-Azurjungfer
        - Coenagrion caerulescens (Fonscolombe, 1838) – Südliche Azurjungfer (Mittelmeergebiet)
        - Coenagrion ecornutum (Selys, 1872) – Ungehörnte Azurjungfer (S-Ural)
        - Coenagrion glaciale (Selys, 1872) – Baikal-Azurjungfer (Europ. N-Russland)
        - Coenagrion hastulatum (Charpentier, 1825) – Speer-Azurjungfer
        - Coenagrion hylas (Trybom, 1889) – Bileks Azurjungfer, Sibirische Azurjungfer
        - Coenagrion intermedium Lohmann, 1990 – Kretische Azurjungfer (Kreta)
        - Coenagrion johanssoni (Wallengren, 1894) – Nordische Azurjungfer (N-Europa)
        - Coenagrion lunulatum (Charpentier, 1840) – Mond-Azurjungfer
        - Coenagrion mercuriale (Charpentier, 1840) – Helm-Azurjungfer
        - Coenagrion ornatum (Selys, 1850) – Vogel-Azurjungfer
        - Coenagrion ponticum (Bartenev, 1929) – Kaspische Azurjungfer (Kaspisches Meer)
        - Coenagrion puella (Linnaeus, 1758) – Hufeisen-Azurjungfer
        - Coenagrion pulchellum (Vander Linden, 1825) – Fledermaus-Azurjungfer
        - Coenagrion scitulum (Rambur, 1842) – Gabel-Azurjungfer
        - Enallagma cyathigerum (Charpentier, 1840) – Gemeine Becherjungfer, Becher-Azurjungfer
        - Erythromma lindenii (Selys, 1840) – Pokaljungfer, Pokal-Azurjungfer
        - Erythromma najas (Hansemann, 1823) – Großes Granatauge
        - Erythromma viridulum (Charpentier, 1840) – Kleines Granatauge
        - Ischnura aralensis Haritonov, 1979 – Kasachische Pechlibelle (S-Ural)
        - Ischnura elegans (Vander Linden, 1820) – Große Pechlibelle
        - Ischnura fountaineae Morton, 1905 – Oasen-Pechlibelle (Pantelleria)
        - Ischnura genei (Rambur, 1842) – Insel-Pechlibelle (Korsika, Sardinien, Sizilien)
        - Ischnura graellsii (Rambur, 1842) – Spanische Pechlibelle (Iberische Halbinsel, Südfrankreich)
        - Ischnura hastata (Say, 1839) – Rätselhafte Pechlibelle (Azoren)
        - Ischnura intermedia Dumont, 1974 – Persische Pechlibelle (Zypern)
        - Ischnura pumilio (Charpentier, 1825) – Kleine Pechlibelle
        - Ischnura saharensis Aguesse, 1958 – Sahara-Pechlibelle (Kanaren)
        - Ischnura senegalensis (Rambur, 1842) – Senegal-Pechlibelle (Kanaren)
        - Nehalennia speciosa (Charpentier, 1840) – Zwerglibelle
        - Pyrrhosoma elisabethae Schmidt, 1948 – Griechische Adonislibelle (Griechenland, Albanien)
        - Pyrrhosoma nymphula (Sulzer, 1776) – Frühe Adonislibelle

  - Anisozygoptera – Urlibellen
    - Epiophlebioidea
      - Epiophlebiidae

  - Anisoptera – Großlibellen
    - Aeshnoidea
      - Austropetaliidae
      - Aeshnidae – Edellibellen
        - Aeshna affinis Vander Linden, 1820 – Südliche Mosaikjungfer
        - Aeshna caerulea (Ström, 1783) – Alpen-Mosaikjungfer
        - Aeshna crenata Hagen, 1856 – Sibirische Mosaikjungfer (Finnland, Russland)
        - Aeshna cyanea (O.F.Müller, 1764) – Blaugrüne Mosaikjungfer
        - Aeshna grandis (Linnaeus, 1758) – Braune Mosaikjungfer
        - Aeshna juncea (Linnaeus, 1758) – Torf-Mosaikjungfer
        - Aeshna mixta Latreille, 1805 – Herbst-Mosaikjungfer
        - Aeshna serrata Hagen, 1856 – Nordische Mosaikjungfer (N-Europa, Russland, Ukraine?)
        - Aeshna soneharai Asahina, 1988 – Östliche Herbst-Mosaikjungfer (Russland, Weißrussland)
        - Aeshna subarctica Walker, 1908 – Hochmoor-Mosaikjungfer
        - Aeshna viridis Eversmann, 1836 – Grüne Mosaikjungfer
        - Anax ephippiger (Burmeister, 1839) – Schabracken-Königslibelle, Schabrackenlibelle
        - Anax immaculifrons Rambur, 1842 – Indische Königslibelle (Karpathos)
        - Anax imperator Leach in Brewster, 1815 – Große Königslibelle
        - Anax junius (Drury, 1773) – Amerikanische Königslibelle (seltener Irrgast aus Nordamerika: Cornwall, französische Atlantikküste, Azoren)
        - Anax parthenope (Selys, 1839) – Kleine Königslibelle
        - Boyeria cretensis Peters, 1991 – Kretische Geisterlibelle (Kreta)
        - Boyeria irene (Fonscolombe, 1838) – Westliche Geisterlibelle
        - Brachytron pratense (O.F.Müller, 1764) – Früher Schilfjäger, Kleine Mosaikjungfer
        - Caliaeschna microstigma (Schneider, 1845) – Schattenlibelle (SE-Europa)
        - Isoaeschna isoceles (O.F.Müller, 1764) – Keilfleck-Mosaikjungfer, Keilflecklibelle

    - Petaluroidea
      - Petaluridae

    - Gomphoidea
      - Gomphidae – Flussjungfern
        - Gomphus graslinii Rambur, 1842 – Französische Keiljungfer (Iberien, SW-Frankreich)
        - Gomphus pulchellus Selys, 1840 – Westliche Keiljungfer
        - Gomphus schneiderii Selys, 1850 – Türkische Keiljungfer (SE-Europa)
        - Gomphus simillimus Selys, 1840 – Gelbe Keiljungfer
        - Gomphus vulgatissimus (Linnaeus, 1758) – Gemeine Keiljungfer
        - Lindenia tetraphylla (Vander Linden, 1825) – Seedrache (Libelle) (Italien, Balkan)
        - Onychogomphus cazuma Barona, Cardo & Díaz, 2020 – Valencia-Zangenlibelle (Provinz Valencia, Andalusien)
        - Onychogomphus costae Selys, 1885 – Braune Zangenlibelle (Iberien)
        - Onychogomphus flexuosus (Schneider, 1845) – Zierliche Zangenlibelle (E-Europa)
        - Onychogomphus forcipatus (Linnaeus, 1758) – Kleine Zangenlibelle
        - Onychogomphus uncatus (Charpentier, 1840) – Große Zangenlibelle
        - Ophiogomphus cecilia (Fourcroy, 1785) – Grüne Flussjungfer, Grüne Keiljungfer
        - Paragomphus genei (Selys 1841) – Afrikanische Sandjungfer, Zwerg-Flussjungfer (Mittelmeergebiet)
        - Stylurus flavipes (Charpentier, 1825) – Asiatische Keiljungfer, Eurasische Keulenjungfer

    - Cordulegastroidea
      - Chlorogomphidae
      - Cordulegastridae – Quelljungfern
        - Cordulegaster boltonii (Donovan, 1807) – Zweigestreifte Quelljungfer
        - Cordulegaster heros Theischinger, 1979 – Große Quelljungfer (Balkan, Slowakei, Österreich)
        - Cordulegaster picta Selys, 1854 – Gezeichnete Quelljungfer (Balkan)
        - Cordulegaster trinacriae Waterston, 1976 – Italienische Quelljungfer (S-Italien, Sizilien)
        - Thecagaster bidentata (Selys, 1843) – Gestreifte Quelljungfer
        - Thecagaster buchholzi (Lohmann, 1993) – Buchholz’ Quelljungfer (Kykladen, Griechenland)
        - Thecagaster helladica (Lohmann, 1993) – Griechische Quelljungfer (SE-Europa)
        - Thecagaster insignis (Schneider, 1845) – Türkische Quelljungfer (SE-Europa)

      - Neopetaliidae

    - Libelluloidea
      - Synthemistidae
        - Oxygastra curtisii (Dale, 1834) – Gekielter Flussfalke, Gekielte Smaragdlibelle (Genus incertae sedis)

      - Macromiidae – Flussherrscher
        - Macromia splendens (Pictet, 1843) – Europäischer Flussherrscher (Iberien, SW-Frankreich)

      - Corduliidae sensu stricto – Falkenlibellen
        - Cordulia aenea (Linnaeus, 1758) – Falkenlibelle, Gemeine Smaragdlibelle
        - Epitheca bimaculata (Charpentier, 1825) – Zweifleck
        - Somatochlora alpestris (Selys, 1840) – Alpen-Smaragdlibelle
        - Somatochlora arctica (Zetterstedt, 1840) – Arktische Smaragdlibelle
        - Somatochlora borisi Marinov, 2001 – Rhodopen-Smaragdlibelle (Bulgarien, europ. Türkei)
        - Somatochlora flavomaculata (Vander Linden, 1825) – Gefleckte Smaragdlibelle
        - Somatochlora graeseri Selys, 1887 – Sibirische Smaragdlibelle (S-Ural)
        - Somatochlora meridionalis Nielsen, 1935 – Balkan-Smaragdlibelle (Balkan, Italien)
        - Somatochlora metallica (Vander Linden, 1825) – Glänzende Smaragdlibelle
        - Somatochlora sahlbergi Trybom, 1889 – Polar-Smaragdlibelle (N-Skandinavien)

      - Libellulidae – Segellibellen
        - Brachythemis impartita (Karsch, 1890) – Nördlicher Treuer Kurzpfeil (Iberien, Sardinien, Sizilien)
        - Crocothemis erythraea (Brullé, 1832) – Feuerlibelle
        - Diplacodes lefebvrii (Rambur, 1842) – Glänzender Schwarzpfeil (Iberien)
        - Leucorrhinia albifrons (Burmeister, 1839) – Östliche Moosjungfer
        - Leucorrhinia caudalis (Charpentier, 1840) – Zierliche Moosjungfer
        - Leucorrhinia dubia (Vander Linden, 1825) – Kleine Moosjungfer
        - Leucorrhinia pectoralis (Charpentier, 1825) – Große Moosjungfer
        - Leucorrhinia rubicunda (Linnaeus, 1758) – Nordische Moosjungfer
        - Libellula depressa Linnaeus, 1758 – Plattbauch
        - Libellula fulva O.F.Müller, 1764 – Spitzenfleck
        - Libellula quadrimaculata Linnaeus, 1758 – Vierfleck
        - Orthetrum albistylum (Selys, 1848) – Östlicher Blaupfeil
        - Orthetrum brunneum (Fonscolombe, 1837) – Südlicher Blaupfeil
        - Orthetrum cancellatum (Linnaeus, 1758) – Großer Blaupfeil
        - Orthetrum coerulescens (Fabricius, 1798) – Kleiner Blaupfeil
        - Orthetrum chrysostigma (Burmeister, 1839) – Rahmstreif-Blaupfeil (Kanaren, Iberien, östl. Mittelmeergebiet)
        - Orthetrum nitidinerve (Selys, 1841) – Gelbader-Blaupfeil (westl. Mittelmeergebiet)
        - Orthetrum ransonnetii (Brauer, 1865) – Wüsten-Blaupfeil (Kanaren)
        - Orthetrum sabina (Drury, 1770) – Schlanker Blaupfeil (Ägäis)
        - Orthetrum taeniolatum (Schneider, 1845) – Zierlicher Blaupfeil (östl. Mittelmeergebiet)
        - Orthetrum trinacria (Selys, 1841) – Langer Blaupfeil (Mittelmeergebiet, Kanaren)
        - Pantala flavescens (Fabricius, 1798) – Wanderlibelle (tropischer Irrgast mit zunehmender Zahl an Nachweisen, mittlerweile Reproduktion in Mitteleuropa belegt)
        - Selysiothemis nigra (Vander Linden, 1825) – Teufelchen (Mittelmeergebiet)
        - Sympetrum danae (Sulzer, 1776) – Schwarze Heidelibelle
        - Sympetrum depressiusculum (Selys, 1841) – Sumpf-Heidelibelle
        - Sympetrum flaveolum (Linnaeus, 1758) – Gefleckte Heidelibelle
        - Sympetrum fonscolombii (Selys, 1840) – Frühe Heidelibelle
        - Sympetrum meridionale (Selys, 1841) – Südliche Heidelibelle
        - Sympetrum nigrifemur (Selys, 1884) – Madeira-Heidelibelle (Kanaren, Madeira)
        - Sympetrum pedemontanum (O.F.Müller in Allioni, 1766) – Gebänderte Heidelibelle
        - Sympetrum sanguineum (O.F.Müller, 1764) – Blutrote Heidelibelle
        - Sympetrum sinaiticum Dumont, 1977 – Blasse Heidelibelle (Iberien)
        - Sympetrum striolatum (Charpentier, 1840) – Große Heidelibelle
        - Sympetrum vulgatum (Linnaeus, 1758) – Gemeine Heidelibelle
        - Sympetrum tibiale (Ris, 1897) – Kasachische Heidelibelle (europ. Russland)
        - Tramea basilaris (Palisot de Beauvois, 1817) – Schlüsselloch-Gleitlibelle (seltener tropischer Irrgast: Pelagische Inseln)
        - Trithemis annulata (Palisot de Beauvois, 1807) – Violetter Sonnenzeiger, Violetter Sonnendeuter (Mittelmeergebiet, Kanaren)
        - Trithemis arteriosa (Burmeister, 1839) – Rotader-Sonnenzeiger (Kreta, Malta, Kanaren)
        - Trithemis festiva (Rambur, 1842) – Schwarzer Sonnenzeiger (Rhodos)
        - Trithemis kirbyi Selys, 1891 – Gefleckter Sonnenzeiger (Iberien, Südfrankreich, Sardinien)
        - Zygonyx torridus (Kirby, 1889) – Wasserfall-Kreuzer (Iberien, Sizilien, Kanaren)